# Satyrus calabra
Satyrus calabra är en fjärilsart som beskrevs av Costa 1836. Satyrus calabra ingår i släktet Satyrus och familjen praktfjärilar. Inga underarter finns listade.